# Myrmecaelurus curdicus
Myrmecaelurus curdicus är en insektsart som först beskrevs av Hölzel 1972.  Myrmecaelurus curdicus ingår i släktet Myrmecaelurus och familjen myrlejonsländor. Inga underarter finns listade i Catalogue of Life.